# Карноциці
Карноциці (пол. Karnocice) — село в Польщі, у гміні Волін Каменського повіту Західнопоморського воєводства.
Населення — 45 осіб (2011).
У 1975-1998 роках село належало до Щецинського воєводства.

## Демографія
Демографічна структура станом на 31 березня 2011 року:
|          | Загалом | Допрацездатний вік | Працездатний вік | Постпрацездатний вік |
| -------- | ------- | ------------------ | ---------------- | -------------------- |
| Чоловіки | 22      | 4                  | 13               | 5                    |
| Жінки    | 23      | 5                  | 10               | 8                    |
| Разом    | 45      | 9                  | 23               | 13                   |